# لوريير
لوريير (بالفرنسية: Laurière)‏ هي بلدية في مقاطعة فيين العليا في منطقة أقطانية الجديدة غرب وسط فرنسا.